# Милорад Младеновић
Милорад Младеновић (Београд, 21. април 1966) српски је уметник и архитекта, познат углавном по својим ликовним делима.

## Биографија
Одрастао је у Смедереву. Студирао је на Универзитету уметности у Београду и на Архитектонском факултету Универзитета у Београду, дипломирао је 1992. и 1994. године.
Каријеру је започео изложбом у Студентском културном центру Београда. Добитник је више награда за визуелну уметност и архитектуру. Његови радови су излагани и у Берлину.
Суоснивач је и активни члан Уметничког колектива „Трећи Београд”. Међу његовим значајним делима су Без наслова, кондензација са Зораном Дрекаловићем за коју су добили награду Октобарског салона 2000. године, Београд: брисање језика, инсталација штампања за коју је добио исту награду 2003, Систем бинарио.. Уништени београдски споменик песме, Београд – неместа и Страх од ништа.